# NTRSN
NTRSN (uitspraak: intrusion) was een  Belgische Nederlandse  band. De groep werd opgericht in 2004 in Tielt (West-Vlaanderen) door Pieter David (Pi) en Jorg Bruyndonckx.
NTRSN was beïnvloed door de eerste lichting industrial- en EBM-bands van midden jaren tachtig. Met Bruyndonckx achter de microfoon werden nummers als Innerbleeding, Man Is Machine en Control Society gemaakt, maar vanwege tijdgebrek nam Bram Declercq zijn plaats achter de microfoon in.
Het eerste minialbum Human the System werd in 2008 in eigen beheer uitgebracht. In 2010 verscheen het album People Like Gods, dat op nummer 8 binnenkwam in de German Electronic Charts. Intussen was Declercq naar de Italiaanse band Pankow overgestapt. Het derde album Hardlines kwam uit in 2011.
In 2012 besloot David om meer te experimenteren onder de naam The Guru Guru Complex. In dit jaar speelde hij ook live synths bij de band Vomito Negro.
In 2015 vond het laatste optreden plaats in Leipzig onder bezetting met Pieter David (zang,toetsen)Peter Bellaert (toetsen)Paul Mommers(Percussie).
In 2023 is er terug leven in de band gebracht maar in januari 2025 is besloten om definitief een punt achter de band te zetten.        